# Amon
Amon (izvorno Amun; egipatski – „skriveni”.) je egipatsko božanstvo, bog Tebe, starog i glavnog grada Egipta od  (Srednje kraljevstvo) do  dinastije (Novo kraljevstvo). Bio je božanstvo u egipatskoj mitologiji, koje je s vremenom postalo jedno od najvažnijih u drevnom Egiptu, pre nego što je ponovo postalo opskurno. Stvoritelj je duše – ba. Grci su ga poistovećivali sa svojim vrhovnim božanstvom Zevsom. Amon je povezivan i s Minom, bogom plodnosti, pa je tako nastao Amon-Kamutef („Bik svoje majke”).

## Etimologija
Amonovo ime se takođe izgovara i kao Amun, Amoun, Amen, ređe Imen (grčki Ἄμμων čitano Ammon, te Ἅμμων čitano Hammon, egipatski čitano Jamanu), ali je u retkim slučajevima zvan i Imenand. Amonovo ime se u egipatskim zapisima prvi put pojavljuje kao ỉmn, što na egipatskom jeziku znači „skriveni”. S obzirom da se samoglasnici nisu upisivali u egipatske hijeroglife, egiptolozi su posredno zaključili da se ime izgovaralo kao *Yamānu (čitano, IPA /jamaːnu/). Ime je preživelo na koptskom jeziku kao Amoun.

## Rođenje i poštovanje
Na početku vremena postojao je samo okean Nun. Prema mitu iz Hermopolisa, Nun je imao svoju ženu Naunet. Iz Nuna je izdignut brežuljak, a na njemu je stvoren Amon („onaj skriveni”, prema Hermpolisu je Amon postojao pre brežuljka, te je imao ženu Amaunet). Amon je na brežuljku ispljunuo Šua i Tefnut, blizance. Oni su postali roditelji neba (Nut) i Zemlje (Geb). U Hermopolisu su se Nun, Naunet, Amon i Amaunet slavili kao „očevi i majke koji su postojali pre pravih bogova”. Ubrzo je Amon postao „kralj bogova”, a to će najviše biti u Novom kraljevstvu. Na kraju, Amon je postao „nespoznatljivi”. Amon je bio najviše poštovan u Karnaku i Luksoru. Svi su faraoni hteli da pokažu svoju pobožnost gradeći dvorane sa stubovima u obliku papirusa. U hramu su poštovani Amon (zaštitnik hrama), Mut (Amonova žena koja je pobedila bivšu Amonovu suprugu) i Khonsu (bog Meseca, sin Amona i Mut). Put omeđen ovnoglavim sfingama se može i danas videti, a njime je putovao Amon tokom procesija do Luksora, a putem omeđenim palmama do Minovog hrama, gde bi postao Min. Amonovi svećenici su bili vlasnici bogatih riznica, jer su faraoni darovali novac kao žrtvu Amonu, a taj su novac prisvojili sveštenici. Amonov hram je zatvoren tokom razdoblja Amarne, kad je vladao Amenhotep , a čini se da je Nefertiti (faronova supruga) ipak posle vratila Amonov kult i vratila sveštenike koji su ostali nezaposleni. Danas je hram bez krova, ali još uvek postoje mnogobrojni stubovi i obelisci.

## Amon u egipatskom panteonu
Postupno, kako je Amon bio bog vazduha, on je povezan s dahom života, kojim je stvorena ba, posebno u Tebi. Njegova je žena Amaunet. Amon je opisan u ljudskom obliku, kako sedi na prestolju, nosi na glavi veliku krunu, verojatno od perja ptica, što upućuje na njega kao boga vetra i vazduha. Međutim, kako je Mut, druga Amonova žena neplodna, usvojila je Mentua. U kasnijim godinama, s obzirom na oblik bazena izvan svetoga hrama Mut u Tebi, Mentu je bio zamenjen, Konsuom, bogom Meseca, koji je pravi Amonov i Mutin sin, jer je Mut ipak plodna, zbog naslova „Ona koja rađa, a rođena nije”.
Faraoni pripisuju svim svojim uspešnim poduhvatima Amonovo delovanje i oni daju mnogo svog bogatstva i zarobljenog plena na izgradnju svojih hramova. S obzirom na klanjanje Amonu, grčki putnici u Egiptu su podržali Amona, kralja egipatskih božanstava, jer je nalik na grčkog kralja bogova, Zevsa. Isto tako, Amonova je supruga Mut postala povezana sa Zevsovom ženom Herom. Amonova je sveta životinja ovan, a ovnovi su bili simbol muškosti, pa je Amon postao božanstvo plodnosti, i tako je započeo apsorbuje identitet Mina, itifaličnog boga plodnosti, pa postaje Amon-Min (Amon-Kamutef). Ovo udruženje s bogom muškosti dovelo do toga da Amon-Min dobiva epitet Kamutef, „bik svoje majke”. S porastom Amonovog kulta, Amon je počeo da bude identifikovan s bogovima vladarima, Sunčevim bogovima, kao Ra-Harakte. Ova identifikacija je dovela do spajanja identiteta, pa nastaje Amon-Ra. On preuzima sve Raove moći i potomke kao svoje. Ra-Harakte je bog Sunca, spoj Ra i Horusa. On je vidljiv danju, a Amon-Ra znači „skriveno noćno Sunce”.

## Kult
U početku je Amon bio tebanski bog, a prvi se put spominje u Sakari. Tokom 18. dinastije, faraon Ehnaton (takođe poznat kao Amenhotep IV) uveo je Atonov kult, veru u snagu Sunčevog kruga. Međutim, ovo je bilo nepopularno, posebno kod prethodnih sveštenika hrama, koji su ostali bez posla. Nakon faraonove smrti, opet se vraća politeizam s kultom Amona i Mut. Sveštenici uveravaju novog faraona Tutankamona, čije je ime značilo „živa slika Atona”, da promeni svoje ime u Tutankamon, „živa slika Amona”. Međutim, u ostalom Egiptu, popularnost njegovog kulta je brzo nestala zbog Ozirisa i Izide, koji nisu imali nikakve veze s heretikom Ehnatonom. I tako je Amon razdvojen od Ra. U područjima izvan Egipta, gde su Egipćani ranije podonosili žrtve Amonu, njegova sudbina nije bila propadanje kulta. U Nubiji, gde je njegovo ime Amane, on je ostao nacionalni bog, sa svojim sveštenicima. Prema Diodoru Sicilskom, oni su čak i kraljeve terali da počine samoubojstvo, odnosno imali su toliko uverenje. Isto tako, u Libiji je ostao Amon u Libijskoj pustinji, u oazi Siva. Njegov je ugled među Grcima bio toliki da je Aleksandar Veliki smatran njegovim sinom.

## Literatura
- David Klotz, (2006). Adoration of the Ram: Five Hymns to Amun-Re from Hibis Temple. New Haven.
- David Warburton (2012). Architecture, Power, and Religion: Hatshepsut, Amun and Karnak in Context. ISBN 9783643902351..
- E. A. W. Budge, Tutankhamen: Amenism, Atenism, and Egyptian Monotheism (1923).
- Assmann, Jan (1995). Egyptian Solar Religion in the New Kingdom: Re, Amun and the Crisis of Polytheism. Kegan Paul International. ISBN 978-0710304650.
- Ayad, Mariam F. (2009). God's Wife, God's Servant: The God's Wife of Amun (c. 740–525 BC). Routledge. ISBN 978-0415411707.
- Cruz-Uribe, Eugene (1994). „The Khonsu Cosmogony”. Journal of the American Research Center in Egypt. 31: 169—189. JSTOR 40000676.
- Gabolde, Luc (2018). Karnak, Amon-Rê : La genèse d'un temple, la naissance d'un dieu (на језику: French). Institut français d'archéologie orientale du Caire. ISBN 978-2-7247-0686-4.
- Guermeur, Ivan (2005). Les cultes d'Amon hors de Thèbes: Recherches de géographie religieuse (на језику: French). Brepols. ISBN 978-90-71201-10-3.
- Klotz, David (2012). Caesar in the City of Amun: Egyptian Temple Construction and Theology in Roman Thebes. Association Égyptologique Reine Élisabeth. ISBN 978-2-503-54515-8.
- Kuhlmann, Klaus P. (1988). Das Ammoneion. Archäologie, Geschichte und Kultpraxis des Orakels von Siwa (на језику: German). Verlag Phillip von Zabern in Wissenschaftliche Buchgesellschaft. ISBN 978-3805308199.
- Otto, Eberhard (1968). Egyptian art and the cults of Osiris and Amon. Thames & Hudson.
- Roucheleau, Caroline Michelle (2008). Amun temples in Nubia: a typological study of New Kingdom, Napatan and Meroitic temples. Archaeopress. ISBN 9781407303376.
- Thiers, Christophe, ур. (2009). Documents de théologies thébaines tardives. Université Paul-Valéry.
- Zandee, Jan (1948). De Hymnen aan Amon van papyrus Leiden I. 350 (на језику: Dutch). E.J. Brill.
- Zandee, Jan (1992). Der Amunhymnus des Papyrus Leiden I 344, Verso (на језику: German). Rijksmuseum van Oudheden. ISBN 978-90-71201-10-3.
- Allen, James P. (1999). „Monotheism: The Egyptian Roots”. Archaeology Odyssey. 2 (3).
- Allen, James P. (2014). Middle Egyptian: An Introduction to the Language and Culture of Hieroglyphs, Third Edition. Cambridge University Press. ISBN 978-1-107-05364-9.
- Allen, James P. (2001). „Ba”.  Ур.: Redford, Donald B. The Oxford Encyclopedia of Ancient Egypt. 1. Oxford University Press. стр. 161—162. ISBN 978-0-19-510234-5.
- Andrews, Carol A. R. (2001). „Amulets”.  Ур.: Redford, Donald B. The Oxford Encyclopedia of Ancient Egypt. 1. Oxford University Press. стр. 75—82. ISBN 978-0-19-510234-5.
- Assmann, Jan (2001) [German edition 1984]. The Search for God in Ancient Egypt. Translated by David Lorton. Cornell University Press. ISBN 0-8014-3786-5.
- Baines, John (2001) [First edition 1985]. Fecundity Figures: Egyptian Personification and the Iconology of a Genre. Griffith Institute. ISBN 978-0-8014-3786-1.
- Baines, John (1991). „Society, Morality, and Religious Practice”.  Ур.: Shafer, Byron E. Religion in Ancient Egypt: Gods, Myths, and Personal Practice. Cornell University Press. стр. 123—200. ISBN 978-0-8014-9786-5.
- Baines, John (2011). „Presenting and Discussing Deities in New Kingdom and Third Intermediate Period Egypt”.  Ур.: Pongratz-Leisten, Beate. Reconsidering the Concept of Revolutionary Monotheism. Eisenbrauns. стр. 41—89. ISBN 978-1-57506-199-3.
- Bonhême, Marie-Ange (2001). „Divinity”.  Ур.: Redford, Donald B. The Oxford Encyclopedia of Ancient Egypt. 1. Oxford University Press. стр. 401—406. ISBN 978-0-19-510234-5.
- Borgeaud, Philippe (2004). „Deities and Demons: Introduction”.  Ур.: Johnston, Sarah Iles. Religions of the Ancient World: A Guide. The Belknap Press of Harvard University Press. стр. 392–393. ISBN 978-0-674-01517-3.
- Budde, Dagmar (2011). „Epithets, Divine”.  Ур.: Wendrich, Willeke. UCLA Encyclopedia of Egyptology. Department of Near Eastern Languages and Cultures, UC Los Angeles. ISBN 978-0615214030. Приступљено 4. 4. 2015.
- David, Rosalie (2002). Religion and Magic in Ancient Egypt. Penguin. ISBN 978-0-14-026252-0.
- Dunand, Françoise; Zivie-Coche, Christiane (2004) [French edition 1991]. Gods and Men in Egypt: 3000 BCE to 395 CE. Translated by David Lorton. Cornell University Press. ISBN 978-0-8014-8853-5.
- Englund, Gertie (1989a). „Gods as a Frame of Reference: On Thinking and Concepts of Thought in Ancient Egypt”.  Ур.: Englund, Gertie. The Religion of the Ancient Egyptians: Cognitive Structures and Popular Expressions. S. Academiae Ubsaliensis. стр. 7—27. ISBN 978-91-554-2433-6.
- Englund, Gertie (1989b). „The Treatment of Opposites in Temple Thinking and Wisdom Literature”.  Ур.: Englund, Gertie. The Religion of the Ancient Egyptians: Cognitive Structures and Popular Expressions. S. Academiae Ubsaliensis. стр. 77—87. ISBN 978-91-554-2433-6.
- Enmarch, Roland (2008). „Theodicy”.  Ур.: Wendrich, Willeke. UCLA Encyclopedia of Egyptology. Department of Near Eastern Languages and Cultures, UC Los Angeles. ISBN 978-0615214030. Приступљено 4. 4. 2015.
- Frandsen, Paul John (1989). „Trade and Cult”.  Ур.: Englund, Gertie. The Religion of the Ancient Egyptians: Cognitive Structures and Popular Expressions. S. Academiae Ubsaliensis. стр. 95—108. ISBN 978-91-554-2433-6.
- Frandsen, Paul John (2011). „Faeces of the Creator or the Temptations of the Dead”.  Ур.: Kousoulis, Panagiotis. Ancient Egyptian Demonology: Studies on the Boundary between the Demonic and the Divine in Egyptian Magic. Peeters. стр. 25—62. ISBN 978-90-429-2040-8.
- Frankfurter, David (1998). Religion in Roman Egypt: Assimilation and Resistance. Princeton University Press. ISBN 978-0-691-07054-4.
- Frankfurter, David (2004). „Histories: Egypt, Later Period”.  Ур.: Johnston, Sarah Iles. Religions of the Ancient World: A Guide. The Belknap Press of Harvard University Press. стр. 159–164. ISBN 978-0-674-01517-3.
- Graindorge, Catherine (2001). „Sokar”.  Ур.: Redford, Donald B. The Oxford Encyclopedia of Ancient Egypt. 3. Oxford University Press. стр. 305—307. ISBN 978-0-19-510234-5.
- Graves-Brown, Carolyn (2010). Dancing for Hathor: Women in Ancient Egypt. Continuum. ISBN 978-1-8472-5054-4.
- Griffiths, J. Gwyn (2001). „Isis”.  Ур.: Redford, Donald B. The Oxford Encyclopedia of Ancient Egypt. 2. Oxford University Press. стр. 188—191. ISBN 978-0-19-510234-5.
- Gundlach, Rolf (2001). „Temples”.  Ур.: Redford, Donald B. The Oxford Encyclopedia of Ancient Egypt. 3. Oxford University Press. стр. 363—379. ISBN 978-0-19-510234-5.
- Hart, George (2005). The Routledge Dictionary of Egyptian Gods and Goddesses, Second Edition. Routledge. ISBN 978-0-203-02362-4.
- Hornung, Erik (1982) [German edition 1971]. Conceptions of God in Egypt: The One and the Many. Translated by John Baines. Cornell University Press. ISBN 978-0-8014-1223-3.
- Kadish, Gerald E. (2001). „Wisdom Tradition”.  Ур.: Redford, Donald B. The Oxford Encyclopedia of Ancient Egypt. 3. Oxford University Press. стр. 507—510. ISBN 978-0-19-510234-5.
- Kockelmann, Holger (2012). „Philae”.  Ур.: Wendrich, Willeke. UCLA Encyclopedia of Egyptology. Department of Near Eastern Languages and Cultures, UC Los Angeles. ISBN 978-0615214030. Приступљено 4. 4. 2015.
- Kozloff, Arielle P. (2001). „Sculpture: Divine Sculpture”.  Ур.: Redford, Donald B. The Oxford Encyclopedia of Ancient Egypt. 3. Oxford University Press. стр. 242—246. ISBN 978-0-19-510234-5.
- Leitz, Christian (2004). „Deities and Demons: Egypt”.  Ур.: Johnston, Sarah Iles. Religions of the Ancient World: A Guide. The Belknap Press of Harvard University Press. стр. 393–396. ISBN 978-0-674-01517-3.
- Lesko, Barbara S. (1999). The Great Goddesses of Egypt. University of Oklahoma Press. ISBN 978-0-8061-3202-0.
- Lesko, Leonard H. (1991). „Ancient Egyptian Cosmogonies and Cosmology”.  Ур.: Shafer, Byron E. Religion in Ancient Egypt: Gods, Myths, and Personal Practice. Cornell University Press. стр. 89—122. ISBN 978-0-8014-9786-5.
- Lorton, David (1999). „The Theology of Cult Statues in Ancient Egypt”.  Ур.: Dick, Michael B. Born in Heaven, Made on Earth: The Making of the Cult Image in the Ancient Near East. Eisenbrauns. стр. 123–210. ISBN 978-1-57506-024-8.
- Lucarelli, Rita (2010). „Demons (benevolent and malevolent)”.  Ур.: Wendrich, Willeke. UCLA Encyclopedia of Egyptology. Department of Near Eastern Languages and Cultures, UC Los Angeles. ISBN 978-0615214030. Приступљено 4. 4. 2015.
- Luft, Ulrich H. (2001). „Religion”.  Ур.: Redford, Donald B. The Oxford Encyclopedia of Ancient Egypt. 3. Oxford University Press. стр. 139—145. ISBN 978-0-19-510234-5.
- Luiselli, Michela (2008). „Personal Piety (modern theories related to)”.  Ур.: Wendrich, Willeke. UCLA Encyclopedia of Egyptology. Department of Near Eastern Languages and Cultures, UC Los Angeles. ISBN 978-0615214030. Приступљено 4. 4. 2015.
- Meeks, Dimitri; Favard-Meeks, Christine (1996) [French edition 1993]. Daily Life of the Egyptian Gods. Translated by G. M. Goshgarian. Cornell University Press. ISBN 978-0-8014-8248-9.
- Meeks, Dimitri (2001). „Demons”.  Ур.: Redford, Donald B. The Oxford Encyclopedia of Ancient Egypt. 1. Oxford University Press. стр. 375—378. ISBN 978-0-19-510234-5.
- Mills, Anthony J. (2001). „Western Desert”.  Ур.: Redford, Donald B. The Oxford Encyclopedia of Ancient Egypt. 3. Oxford University Press. стр. 497—501. ISBN 978-0-19-510234-5.
- Montserrat, Dominic (2000). Akhenaten: History, Fantasy, and Ancient Egypt. Routledge. ISBN 978-0-415-18549-3.
- Morenz, Siegfried (1973) [German edition 1960]. Ancient Egyptian Religion. Translated by Ann E. Keep. Methuen. ISBN 978-0-8014-8029-4.
- Morkot, Robert G. (2012). „Kings and Kingship in Ancient Nubia”.  Ур.: Fisher, Marjorie M.; Lacovara, Peter; Ikram, Salima;  . Ancient Nubia: African Kingdoms on the Nile. The American University in Cairo Press. стр. 118–124. ISBN 978-977-416-478-1.
- Naerebout, Frederick (2007). „The Temple at Ras el-Soda. Is It an Isis Temple? Is It Greek, Roman, Egyptian, or Neither? And So What?”.  Ур.: Bricault, Laurent; Versluys, Miguel John; Meyboom, Paul G. P. Nile into Tiber: Egypt in the Roman World. Proceedings of the IIIrd International Conference of Isis Studies, Faculty of Archaeology, Leiden University, May 11–14 2005. Brill. стр. 506—554. ISBN 978-90-04-15420-9.
- Naguib, Saphinaz-Amal (2008). „Survivals of Pharaonic Religious Practices in Contemporary Coptic Christianity”.  Ур.: Wendrich, Willeke. UCLA Encyclopedia of Egyptology. Department of Near Eastern Languages and Cultures, UC Los Angeles. ISBN 978-0615214030. Приступљено 4. 4. 2015.
- Ockinga, Boyo (2001). „Piety”.  Ур.: Redford, Donald B. The Oxford Encyclopedia of Ancient Egypt. 3. Oxford University Press. стр. 44—47. ISBN 978-0-19-510234-5.
- Pinch, Geraldine (2002). Egyptian Mythology: A Guide to the Gods, Goddesses, and Traditions of Ancient Egypt. Oxford University Press. ISBN 978-0-19-517024-5.
- Ritner, Robert K. (2001). „Magic: An Overview”.  Ур.: Redford, Donald B. The Oxford Encyclopedia of Ancient Egypt. 2. Oxford University Press. стр. 321—326. ISBN 978-0-19-510234-5.
- Ritner, Robert K. (2011). „An Eternal Curse upon the Reader of These Lines”.  Ур.: Kousoulis, Panagiotis. Ancient Egyptian Demonology: Studies on the Boundary between the Demonic and the Divine in Egyptian Magic. Peeters. стр. 3—24. ISBN 978-90-429-2040-8.
- Robins, Gay (2001). „Color Symbolism”.  Ур.: Redford, Donald B. The Oxford Encyclopedia of Ancient Egypt. 1. Oxford University Press. стр. 291—293. ISBN 978-0-19-510234-5.
- Roccati, Alessandro (2011). „Demons as Reflections of Human Society”.  Ур.: Kousoulis, Panagiotis. Ancient Egyptian Demonology: Studies on the Boundary between the Demonic and the Divine in Egyptian Magic. Peeters. стр. 89—96. ISBN 978-90-429-2040-8.
- Sfameni Gasparro, Giulia (2007). „The Hellenistic Face of Isis: Cosmic and Saviour Goddess”.  Ур.: Bricault, Laurent; Versluys, Miguel John; Meyboom, Paul G. P. Nile into Tiber: Egypt in the Roman World. Proceedings of the IIIrd International Conference of Isis Studies, Faculty of Archaeology, Leiden University, May 11–14, 2005. Brill. стр. 40—72. ISBN 978-90-04-15420-9.
- Silverman, David P. (1991). „Divinity and Deities in Ancient Egypt”.  Ур.: Shafer, Byron E. Religion in Ancient Egypt: Gods, Myths, and Personal Practice. Cornell University Press. стр. 7—87. ISBN 978-0-8014-9786-5.
- Struck, Peter T. (2004). „Esotericism and Mysticism: Hermeticism”.  Ур.: Johnston, Sarah Iles. Religions of the Ancient World: A Guide. The Belknap Press of Harvard University Press. стр. 650–652. ISBN 978-0-674-01517-3.
- Teeter, Emily (2011). Religion and Ritual in Ancient Egypt. Cambridge University Press. ISBN 978-0-521-61300-2.
- Thompson, Stephen E. (2001). „Cults: An Overview”.  Ур.: Redford, Donald B. The Oxford Encyclopedia of Ancient Egypt. 1. Oxford University Press. стр. 326—332. ISBN 978-0-19-510234-5.
- Tobin, Vincent Arieh (1989). Theological Principles of Egyptian Religion. P. Lang. ISBN 978-0-8204-1082-1.
- Traunecker, Claude (2001a) [French edition 1992]. The Gods of Egypt. Translated by David Lorton. Cornell University Press. ISBN 978-0-8014-3834-9.
- Traunecker, Claude (2001b). „Kamutef”.  Ур.: Redford, Donald B. The Oxford Encyclopedia of Ancient Egypt. 2. Oxford University Press. стр. 221—222. ISBN 978-0-19-510234-5.
- Troy, Lana (1986). Patterns of Queenship in Ancient Egyptian Myth and History. Acta Universitatis Upsaliensis. ISBN 978-91-554-1919-6.
- Versluys, Miguel John (2007). „Aegyptiaca Romana: The Widening Debate”.  Ур.: Bricault, Laurent; Versluys, Miguel John; Meyboom, Paul G. P. Nile into Tiber: Egypt in the Roman World. Proceedings of the IIIrd International Conference of Isis Studies, Faculty of Archaeology, Leiden University, May 11–14, 2005. Brill. стр. 1—14. ISBN 978-90-04-15420-9.
- Wildung, Dietrich (1977). Egyptian Saints: Deification in Pharaonic Egypt. New York University Press. ISBN 978-0-8147-9169-1.
- Wilkinson, Richard H. (2003). The Complete Gods and Goddesses of Ancient Egypt. Thames & Hudson. ISBN 978-0-500-05120-7.
- Wilkinson, Toby (1999). Early Dynastic Egypt. Routledge. ISBN 978-0-203-02438-6.
- Yellin, Janice W. (2012). „Nubian Religion”.  Ур.: Fisher, Marjorie M.; Lacovara, Peter; Ikram, Salima;  . Ancient Nubia: African Kingdoms on the Nile. The American University in Cairo Press. стр. 125–144. ISBN 978-977-416-478-1.